# Cristina Scabbia
Cristina Adriana Chiara Scabbia (Milaan, 5 juni 1972) is een van de twee zangers in de Italiaanse gothicband Lacuna Coil (betekent: lege spiraal), opgericht in 1994.
Ze heeft ook een adviescolumn, samen met Hellyeah-lid Vinnie Paul in het Amerikaanse rockmagazine Revolver. Scabbia schreef dat het grootste compliment dat een fan haar zou kunnen maken een compliment over haar zangcapaciteiten zou zijn.

## Achtergrond
Scabbia groeide naar muziek luisterend op in een gezin met twee broers en een zus. Hoewel haar muzikale voorkeur anders was dan die van haar familieleden, kwamen haar eerste invloeden van bands zoals Genesis, Led Zeppelin, AC/DC en traditionele Italiaanse muziek. Ze raakte geïnteresseerd in metal toen ze in de twintig was, maar ook in muziek uit de jaren 1980, wat ook dansmuziek inhield. Scabbia heeft gezegd dat het moeilijk is om in hokjes te steken wat haar beïnvloed heeft als muzikant en ze voelt het zo dat elke soort muziek invloed op haar heeft gehad.

## Carrière
Scabbia gebruikte haar zangkwaliteiten eerst enkel om Lacuna Coils toenmalige leadzanger Andrea Ferro te ondersteunen. Voor ze bij de band kwam, was ze reeds bevriend met de leden. Toen Lacuna Coil haar interesse om in de groep te zingen opmerkte, namen ze een demo op met Scabbia en stuurden die naar platenmaatschappijen om zo een contract te veroveren voor de groep. Scabbia werd oorspronkelijk gevraagd om delen van de refreinen te zingen, maar de band hield zo van de dualiteit van de mannelijke/vrouwelijke vocalen dat ze haar als vast bandlid vroegen.
Snel na het opnemen van de demo kregen ze een contract bij het internationale label Century Media. Hoewel ze aanvankelijk bij de Duitse tak van Century Media hadden getekend, stapte Lacuna Coil over naar de Amerikaanse tak van het label. Nog voor de release van hun eerste album in 1997 begonnen ze al met tournees.
Scabbia is te horen in een samenwerking met HIM betreffende Blue Öyster Cults Don’t fear the reaper uit 1997. Ze heeft een duet opgenomen met de Italiaanse songwriter Franco Battiato: het nummer I’m that (2004), en ze zong samen met hem op een concert in Milaan in 2005 (het concert kan worden bekeken op de DVD Un soffio al cuore di natura elettrica). Ze is ook te horen op de single Can you hear me van de Italiaanse rockband Rezophonic. In 2006 doken Scabbia en al haar medebandleden, samen met veel Italiaanse bands, in Rezophonics videoclips L’uomo di plastica en Spasimo.
Scabbia zong mee op een remake van À tout le monde (Set me free) op het Megadeth-album United Abominations (2007). Het nummer is een duet met Dave Mustaine en zou oorspronkelijk de eerste single van het album worden, maar dat is uiteindelijk Washington is next! geworden. Verder zingt ze voor Apocalyptica in het nummer SOS (Anything but love) (2007).

## Privéleven
Scabbia is verloofd geweest met mede-Lacuna Coil-bandlid Marco Coti Zelati, maar hun relatie is beëindigd – ze bleven echter in dezelfde band. Sinds Ozzfest 2004 verkeert ze met James Root van de Amerikaanse groep Slipknot en voorheen van Stone Sour.
Scabbia houdt van films kijken, koken, fotografie, winkelen, kledij en tijd doorbrengen met haar vrienden en familie – ze is supporter van AC Milan. Als ze in de Verenigde Staten is, houdt ze ervan om naar het Food Network te kijken. Scabbia kijkt ook graag naar Giada De Laurentiis’ programma Everyday Italian en naar Rachael Rays programma 30 minutes meals. Scabbia’s favoriete Lacuna Coil-album is Unleased Memories. Ze houdt van 'zwarte stemmen' en haar favoriete zangeressen zijn Tori Amos en Skye Edwards uit Morcheeba.